# Varsád
Varsád è un comune dell'Ungheria centro-meridionale di 439 abitanti (dati 2001). È situato nella contea di Tolna.